# جولندان
جوکندان، دهستانی از توابع بخش مرکزی شهرستان طوالش در استان گیلان ایران است. شامل روستاهای مناربین، ارباسر، بلوطه، سوراپشت، تکی، تازه آباد. هنده کران. حیان، قسمه کری، گنجي محله ،خواجه كري ، انوش محله و غیره

## جمعیت
این روستا در دهستان طولارود قرار دارد و براساس سرشماری مرکز آمار ایران در سال ۱۳۸۵، جمعیت آن ۲۷۳ نفر (۵۴خانوار) بوده‌است.